# Parke M. Banta

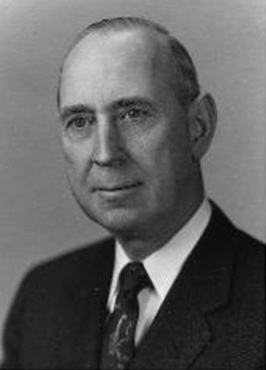
Parke M. Banta, 1953

Parke Monroe Banta (* 21. November 1891 in Berryman, Crawford County, Missouri; † 12. Mai 1970 in Cape Girardeau, Missouri) war ein US-amerikanischer Politiker. Zwischen 1947 und 1949 vertrat er den Bundesstaat Missouri im US-Repräsentantenhaus.

## Werdegang
Parke Banta besuchte die öffentlichen Schulen seiner Heimat und das William Jewell College in Liberty. Nach einem anschließenden Jurastudium an der Law School der Northwestern University in Illinois und seiner 1913 erfolgten Zulassung als Rechtsanwalt begann er in Potosi in diesem Beruf zu arbeiten. In den Jahren 1917 und 1918 war er Staatsanwalt im Washington County. Seit April 1918 nahm er als Soldat der US Army an der Endphase des Ersten Weltkrieges teil. Dabei stieg er bis zum Leutnant auf. Seit 1925 lebte Banta in Ironton, wo er bis 1941 wieder als Anwalt praktizierte. Dort war er in den Jahren 1932 und 1933 auch Mitglied des Schulausschusses. Von 1941 bis 1945 arbeitete Banta für die Sozialversicherungskommission des Staates Missouri.
Politisch war er Mitglied der Republikanischen Partei. Bei den Kongresswahlen des Jahres 1946 wurde er im achten Wahlbezirk von Missouri in das US-Repräsentantenhaus in Washington, D.C. gewählt, wo er am 3. Januar 1947 die Nachfolge von A. S. J. Carnahan antrat, den er bei der Wahl geschlagen hatte. Da er im Jahr 1948 gegen Carnahan verlor, konnte er bis zum 3. Januar 1949 nur eine Legislaturperiode im Kongress absolvieren. Diese war von den Ereignissen des Kalten Krieges geprägt.
Im Jahr 1950 bewarb sich Parke Banta erfolglos um seine Rückkehr in den Kongress. Ansonsten arbeitete er wieder als Anwalt in Ironton. Zwischen 1953 und 1961 war er Berater des Bundesgesundheitsministeriums in Washington. Danach zog er sich in den Ruhestand zurück. Er starb am 12. Mai 1970 in Cape Girardeau.